# Fantomka
Fantomka (također poznata kao balaklava i skijaška maska) je potkapa koja pokriva cijelu glavu osim dijelova koji izlažu cijelo lice ili samo gornji dio lica te katkad oči i usta ili samo oči. Može služiti i kao kapa te kao šal. Naziv "balaklava" potječe od imena grada Balaklave na poluotoku Krimu u Ukrajini gdje su britanske snage za vrijeme Krimskog rata koristile fantomku kako bi se britanski vojnici mogli zaštititi od oštre zime. 
Suvremena fantomka može biti izrađena od više materijala kao npr. svile, pamuka, polipropilena, neoprena, vune, akrilnih vlakana ili runa.
Fantomku koriste motociklisti, skijaši, planinari, radnici na velikim visinama kako bi se mogli zaštiti od hladnoće te ju također koriste policija i vojska u protuterorističkim akcijama, no najviše se koristi u kriminalnim skupinama kako bi se prekrio nečiji indetitet tijekom izvršavanja protuzakonitih radnji.